# 加洛佩灯塔
加洛佩灯塔 （Phare de la Garoupe）是一个灯塔，位于法国阿尔卑斯滨海省 昂蒂布的昂蒂布角半岛的顶端，海拔高度103米，塔高29.5米。
这是地中海沿岸最强大的灯塔之一，靠近尼斯蓝色海岸机场，发光范围约60公里。
目前的灯塔重建于1948年，建于1830年的旧建筑在二战期间（1944年8月）被德国军队摧毁。